# Maria Santissima della Cava di Marsala
Maria Santissima della Cava di Marsala o più semplicemente Maria Santissima della Cava detta anche Madonna della Cava di Marsala e sinteticamente solo Madonna della Cava è un appellativo e titolo mariano con il quale si venera la Santa Beata Maria Vergine nella città di Marsala, del quale è la Patrona principale e speciale protettrice della città e santa protettrice dei marsalesi, assieme al compatrono della città e protettore dei marsalesi San Giovanni Battista, e al vice patrono della città, comprotettore dei marsalesi e patrono del porto di Marsala San Francesco di Paola.
È anche la Patrona del locale corpo di Polizia municipale assieme a San Sebastiano Patrono e Protettore principale e “nazionale” dei vigili urbani d’Italia.

## Origine e significato del nome
La Madonna della Cava, Patrona della città di Marsala dal 1788, è così denominata in relazione al piccolo simulacro di antichissima fattura che era stato nascosto e sepolto in una cava abbandonata, ed alle sue vicende storiche.

## Storia
Nel 1514 la Madonna venne in sogno a padre Leonardo Savina frate dell’Ordine degli Agostiniani, indicandogli un luogo dove era stata sepolta una sua immagine sacra, simulacro che era stato effettivamente nascosto dai cristiani lilibetani per proteggerlo dalle persecuzioni.
Nell’ottavo secolo ebbe origine infatti il movimento iconoclastico secondo il quale le immagini sacre non potevano essere oggetto di venerazione e rappresentazione e l’imperatore Leone III Isaurico promulgò un editto con il quale ordinava la distruzione di tutte le immagini sacre.
Leonardo Savina dopo il primo sogno ebbe più di una volta la visione della Vergine. Nel primo sogno la Madonna oltre a indicargli il posto dove scavare, gli chiese che sopra al luogo del ritrovamento venisse edificato un tempio in suo onore.
Inoltre, padre Savina nonostante fosse sordomuto, durante il giorno sentiva la voce della Madonna che gli diceva: «Cercami, cercami che mi troverai», allora si fece promotore di queste ricerche e del ritrovamento che visti gli investimenti economici, la grandezza del masso e le poche risorse umane durò quattro anni.
Con l’aiuto delle elemosine dei fedeli e dei cittadini esortati da sapienti prediche si formò un gruppo di persone che lavorarono nella cava e si incominciò il lavoro materiale della Cavatura del sito, alla ricerca della statuetta. Ma passati tre anni senza alcun risultato, nei fedeli marsalesi si affievolì l’interesse per la ricerca molto infruttuosa e cominciarono a non aver più fiducia in padre Savina e a credere che quello che dicesse non fosse vero. Intanto un altro frate Agostiniano proveniente da Malta che era venuto a Marsala in quanto nominato predicatore quaresimale del duomo di Marsala credendo fermamente in padre Savina riuscì a infervorare il popolo marsalese che ricominciarono a contribuire sia con elemosine che con risorse umane.  Ma questo fu solo per un brevissimo tempo, perché non vedendo nessun risultato persero nuovamente la speranza e ricominciarono a non credere nuovamente in padre Savina pensando che fosse un ciarlatano. Nel gruppo di ricerca rimasero solamente in tre, tutti e tre con gravi problemi fisici e di saluti infatti oltre a padre Leonardo Savina che era sordomuto, c’erano anche un zoppo e un cieco.
Alla fine il 19 gennaio 1518 in seguito alla caduta di un masso che copriva un pozzo, venne rinvenuta la piccola statua della Madonna. Al momento del ritrovamento la statua fece delle guarigioni miracolose, infatti i tre che trovarono la statua furono guariti, padre Savina riacquistò la voce e l’udito, mentre lo zoppo cominciò a deambulare bene e il cieco riacquistò la vista.  In seguito al rinvenimento la voce che sentiva padre Savina che diceva “cercami, cercami che mi troverai” cessò in seduta stante e la statua continuò a realizzare eventi prodigiosi, guarigioni e miracoli. La statua fu portata nella chiesa del convento dei Padri Agostiniani in Santa Oliva ma la statua miracolosamente ritornò nel posto del suo ritrovamento. Allora la statua fu nuovamente e più di una volta riportata in S. Oliva, ma essa tornava miracolosamente sempre nel luogo del ritrovamento,  facendo intuire che la volontà della Madonna fosse quella di rimanere li dove era stata sepolta e ritrovata.
In seguito ai suoi miracolosi ritorni, e ricordandosi del sogno di padre Savina nel quale la Vergine chiedeva che si edificasse un tempio in suo onore nel posto indicato da essa e come ringraziamento dei miracoli e degli eventi prodigiosi la cittadinanza decise di costruire una chiesa nel luogo del rinvenimento. La chiesa a unica navata,  con annesso monastero fu realizzata nella grotta sottostante dove si trova il pozzo. Essa era una chiesa ipogea. La chiesa e la statua della Madonna della Cava furono affidate in custodia ai Padri Agostiniani.
Successivamente per via dell’umidità e del freddo che rendevano difficoltoso il vivere dei frati e in seguito all’aumentare dei fedeli in pellegrinaggio si decise di realizzare un'altra chiesa sempre sullo stesso luogo. Nel 1607 si incominciò la costruzione della seconda chiesa, la prima chiesa in muratura e in superficie a navata unica con annesso monastero sempre in muratura e in superficie, che fu realizzata sopra la cripta, e nel 1628 a lavori compiuti la chiesa completata fu dotata di una campana. L’11 gennaio 1693 e il 1º settembre 1726 la Madonna della Cava libera la città di Marsala dal terremoto. Il 6 maggio 1788, 270 anni dopo il ritrovamento della statuetta, la Madonna della Cava fu eletta e proclamata patrona principale e speciale protettrice della città di Marsala con atto notarile del notaro Ludovico Antonio Donato, e lo stesso atto stabilì che la festa si celebrasse il 19 gennaio di ogni anno, giorno del ritrovamento della statua. Il 18 maggio 1828 la Madonna della Cava liberò la città di Marsala da un altro spaventoso sisma.  Nel 1850 si decise la riedificazione della chiesa per meglio rispondere alle nuove esigenze. Tra il 1850 e il 1859 si costruì la terza chiesa, la seconda sempre in muratura e in superficie, più maestosa, e più grande, a tre navate e affrescata con episodi biblici. Qui il 19 luglio 1862, in seguito alla sua seconda venuta a Marsala, dopo aver assistito alla Santa Messa il generale Giuseppe Garibaldi fece il suo giuramento esclamando ad alta voce la celebre frase  “O Roma o morte” che poi diventerà uno dei due motti della città di Marsala.
Il 16 agosto 1925 la Madonna della Cava salva ancora una volta Marsala da un violento terremoto. Nel 1943 durante il secondo conflitto mondiale l’11 maggio la città di Marsala fu pesantemente bombardata dagli alleati angloamericani e una bomba che cadde lì distrusse completamente la chiesa a tre navate, ma la statua fu ritrovata integra tra le macerie solo con qualche piccolo danneggiamento. La chiesa a tre navate non fu mai ricostruita. In alternativa nel 1948 fu costruita una piccola cappella provvisoria in legno sulla grotta, e nel 1967 la grotta, in precedenza puntellata per dei danneggiamenti causati e prodotti anche per l’apertura della Via Pellegrino, necessitava di un intervento di ristrutturazione e messa in sicurezza e venne chiusa. Nel 1981 la statua fu portata nella chiesa di San Giuseppe per via del precario stato della grotta, e restò li custodita per 15 anni. Nello stesso anno si incominciarono i lavori di ristrutturazione e messa in sicurezza dell’area che successivamente furono interrotti.
Nel 1968 la terra tornò ancora una volta a tremare con il terremoto del Belice, un evento sismico di notevole intensità. Tale terremoto, che raggiunse il 6º grado della scala Richter, fu catastrofico. La Madonna della Cava salvò la città di Marsala da quest’altro evento tellurico, la terra tornò a tremare nuovamente il 4 settembre del 1978, ma ancora un’altra volta per la gloriosa intercessione di Maria SS. della Cava la città scampò di nuovo dal sisma.
Nel 1983 con delibera comunale del sindaco Gaspare Sammaritano la Madonna della Cava viene riconosciuta ufficialmente patrona principale e speciale protettrice di Marsala 195 anni dopo la sua elevazione e proclamazione e 465 anni dopo il suo ritrovamento, deliberando che 19 gennaio di ogni anno è festa locale patronale, e nel 1993 sempre con delibera comunale il sindaco Enzo Genna proclamò la Madonna della Cava anche Santa Patrona e protettrice del Corpo della Polizia municipale di Marsala.
Nel 1996 furono ripresi i lavori nella grotta e nello stesso anno la statua fu trasferita nella Chiesa Madre in quanto la chiesa di San Giuseppe necessitava di un intervento di restauro, rimanendo nella Cattedrale per 4 anni.  Nel 1997 terminati i lavori dell’area la grotta fu riaperta il 10 gennaio di quello stesso anno e nel 1998 fu riaperta la cripta. Nella fine del 1999 fu costruita l’attuale piccola chiesa inaugurata e consacrata nel 2000.  Il 19 ottobre 2000, la statua della Madonna della Cava fece rientro nella sua sede naturale dopo 19 anni; da quel giorno è custodita nella nuova chiesetta dentro ad una teca in vetro posta nell’altare.
Nel 2012 sono stati restaurati dalla scuola di restauro "Lorenzo de' Medici" di Firenze gli affreschi della grotta-chiesa, e alla fine del 2017 a pochi mesi dal 5º centenario del ritrovamento del simulacro della Madonna della Cava nella grotta dietro ad un altare è stato scoperto un affresco raffigurante una Madonna con Bambino datato 1536 firmato con il nome di Franciscu Ballaturi.
Il 19 gennaio 2018 sono passati 500 anni dal ritrovamento della statua. Per il 500º anniversario del ritrovamento è stato elaborato un programma festivo molto diverso dagli altri anni, tali festeggiamenti infatti a differenza degli altri dureranno tutto l’anno terminando il 19 gennaio 2019 e per l’occasione è stato indetto il giubileo straordinario mariano della città di Marsala per i 500 anni della Madonna della Cava.  Il 2018-2019 a Marsala sarà anno giubilare straordinario. L’apertura di tale giubileo è stato consentito dalla Penitenzieria Apostolica della Santa sede e dal Santo Padre Papa Francesco, che concedono benevolente l’indulgenza plenaria ai fedeli devoti che dal 2018 e fino al 19 gennaio 2019 visiteranno in pellegrinaggio il Santuario della Madonna della Cava, con decreto datato il 19 dicembre 2017 (protocollo nr. 1098/17/1).

## Il simulacro
Il simulacro della Madonna della Cava  è una piccola statuetta di 18 cm che raffigura Maria Santissima con in braccio il bambino Gesù e che tengono in mano un panino che simboleggia il corpo di Cristo. Non si è ancora in grado di capire se sia la Vergine a porgere il pane al bambinello o se viceversa.
La statua è conservata dentro ad un ostensorio d’argento tempestato di diamanti, rubini, smeraldi e brillanti. L’ostensorio con la statuetta e inserito dentro un tronetto color oro d’artigianato trapanese. Una volta la statua veniva conservata su un drappo di seta rosso , adesso la statua con il suo ostensorio e il suo tronetto è custodita dentro una teca di vetro posto sull’altare del Santuario, dotata di un marchingegno meccanico molto suggestivo che viene fatto salire o scendere a secondo le funzioni religiose.
La statua ha subito dei lievi danni in seguito ai bombardamenti del ’43 che hanno interessato la parte della testa e la mano della Beata Vergine Maria e la testa di Gesù bambino, infatti la testa della Madonna è stata incollata al busto con una speciale colla mentre la mano della Madonna e la testa di Gesù bambino sono state rifatte da un artigiano marsalese.
Il materiale utilizzato per la realizzazione non è ancora certo, ma si presume che sia alabastro siciliano o stalattite forse ispirato dal modello trecentesco della Madonna di Trapani. 
Ignota è anche la datazione di fabbricazione del simulacro.
Gli storici locali hanno avanzato ed elaborato molte teorie per spiegarne le origini: per alcuni sarebbe stata opera della Sibilla Lilibetana che aveva la sua dimora nella grotta della Sibilla sotto la chiesa di San Giovanni Battista al Boeo.

## Miracoli, guarigioni e eventi prodigiosi
Fin dal suo rinvenimento la Madonna della Cava ha operato numerosissimi miracoli, eventi prodigiosi e guarigioni sia alla città e all’intera collettività sia a singole persone, che poi hanno ringraziato e ricambiato con doni come a d’esempio copie votive del simulacro e dell’ostensorio donate alla Madonna in segno di gratitudine, tavolette votive e dipinti che coprivano le pareti della grotta, o semplicemente tovaglie di lino pregiato per l’altare e altri doni.
Le prime tre guarigioni miracolose sono state quelle delle tre persone che trovarono il simulacro ovvero padre Leonardo Savina che era sordomuto, lo zoppo e il cieco e che furono tutti e tre miracolati e guariti riacquistando rispettivamente l’udito e la voce, la deambulazione delle gambe e la vista e nello stesso giorno furono guarite e miracolate altre persone che erano sopraggiunte nel luogo subito dopo la scoperta. Dopo questi eventi prodigiosi, i miracoli continuarono, comprovati da una vastissima documentazione.
La Madonna della Cava viene invocata anche contro le catastrofi naturali come i terremoti, ma anche tempeste. Ogni volta che accadeva un evento tellurico o altra catastrofe naturale, la Madonna usciva dal Santuario e in processione veniva portata in Chiesa Madre dove rimaneva li esposta per tre giorni e nel quale i marsalesi andavano a pregarla.

## Il Santuario
Il Santuario fu costruito in seguito al miracoloso ritrovamento del simulacro della Madonna e dei suoi prodigiosi interventi. L’attuale Santuario e stato consacrato nel 2000, ma in precedenza era presente un’altra chiesa che è stata rasa al suolo in seguito ai bombardamenti del ’43. Il santuario sito in Via XIX luglio  è una rettoria inserita nella Parrocchia di Sant’Anna con sede nell’omonima chiesa sita nella stessa via XIX luglio, ma non fa parte a tutti gli effetti di questa parrocchia.

### La grotta e la prima chiesa con il primo monastero
Fu la prima chiesa. Era una chiesa ipogeica che era stata ricavata nelle grotta dove è presente il pozzo in cui fu ritrovata la statua. Contiene degli affreschi restaurati nel 2012 dalla scuola di restauro Lorenzo de' Medici di Firenze. Nel 2017 è stato scoperto un affresco del 1536 raffigurante una Madonna con Bambino probabilmente la Madonna dell’acqua.

### La prima chiesa in muratura e in superficie e il nuovo monastero
La seconda chiesa fu realizzata nel 1067 per il fatto che l’umidità e il freddo rendevano difficoltoso il vivere dei frati e anche perché non era abbastanza capiente per ospitare i fedeli in pellegrinaggio che venivano anche da altre parti della provincia di Trapani e anche da altre provincie e che erano notevolmente aumentati. Questa fu la prima chiesa in muratura e in superficie realizzata sopra la cripta. Il nuovo edificio di culto era a navata unica. Oltre alla chiesa fu realizzato anche il nuovo monastero sempre in muratura e in superficie.

### La chiesa a tre navate
Nel 1850 il consiglio comunale per meglio rispondere alle nuove esigenze deliberò di riedificare la chiesa. Tra il 1850 e il 1859 si costruì la terza chiesa la seconda sempre in muratura e in superficie.  Questa volta più grande e spaziosa e più maestosa a tre navate affrescata con episodi biblici e molto probabilmente in stile barocco.

#### I bombardamenti del ’43 e la distruzione
Nel 1943 in piena seconda guerra mondiale la città di Marsala fu bombardata dagli alleati angloamericani causando la morte di mille persone per la stragrande maggioranza vittime civili nonché anche la distruzione di una gran parte del centro storico. Un aereo sganciò una serie di bombe i via XIX luglio dove si affacciava la chiesa della Madonna della Cava. Una di queste bombe cadde sopra l’edificio di culto radendola al suolo. Tale chiesa non fu mai più ricostruita anche per via della lentezza burocratica e per la mancanza di fondi. Successivamente terminato il conflitto mondiale si realizzò una cappella provvisoria in legno sulla grotta, che successivamente ebbe bisogno di un intervento di ristrutturazione e di messa insicurezza per via delle precarie condizioni.

### La nuova chiesa attuale
Nel 1999 si deliberò di realizzare un altro luogo di culto. L’attuale chiesa fu consacrata solennemente nel 2000. Essa è in muratura e in superficie, ma a differenza delle due chiese in superficie non si trova a livello e a ridosso della strada ma bensì nel fossato, ed  è stata realizzata di fronte alla grotta-chiesa.

### Costruzione di un nuovo tempio
Da alcuni anni si parla di realizzare una nuova chiesa più grande sempre nello stesso luogo, su dei fondamenti già esistenti. L’idea era quella di realizzarla per il 2018 anno del 500º anniversario del ritrovamento della statua. Ma la mancanza di fondi economici e anche per una serie di problemi legati anche alla geologia, alla burocrazia e alla presenza di abitazioni nell’area questo progetto è stato temporaneamente accantonato in attesa di studi e di soluzioni.

## La festa liturgica patronale e la processione
La festa liturgia patronale si celebra il 19 gennaio di ogni anno giorno del ritrovamento del simulacro. In quel giorno gli uffici pubblici e privati, le scuole e gli esercizi commerciali rimangono chiusi, in quanto nel 1983 il 19 gennaio è stato ufficialmente riconosciuto giorno di festa locale e patronale. Per quella data alle prime luci del mattino si svolge lo scampanio a festa del santuario e di tutte le chiese e parrocchie del centro storico e il giro della banda musicale per le vie del centro storico e ogni ora si celebrano le messe due di queste solenni di cui una celebrata dall’arciprete di Marsala e una dal vicario diocesano generale. Nel tardo pomeriggio la statua esce dal suo santuario e viene portata in processione. La processione percorre le principali strade del centro storico e durante il tragitto si ferma davanti al municipio di Marsala (quartiere militare Spagnolo) dove e esposto dinanzi all’ingresso il gonfalone della città di Marsala. La statua della Madonna della Cava viene posta sopra ad un tavolo coperto con una tovaglia di lino pregiato di colore rosso dinanzi alla casa comunale dove ha luogo l’atto di affidamento della città alla patrona da parte del sindaco a nome suo e di tutti i marsalesi, dopo di che viene eseguito in silenzio d’ordinanza a onorare e ricordare i caduti di Marsala e subito dopo la processione riprende il suo percorso.  Intorno alle 18:00, la statua viene portata nella Chiesa Madre dove alle ore 18:30 circa ha luogo la Solenne Celebrazione Eucaristica presieduta dal vescovo di Mazara del Vallo e concelebrata dal vicario diocesano generale, dall’arciprete di Marsala, dal rettore del santuario e da tutti gli altri sacerdoti della forania di Marsala. Durante la Santa Messa subito dopo i riti di comunione e prima della benedizione finale e del congedo dell’assemblea ha luogo la consegna delle chiavi della città alla Madonna della Cava da parte del primo cittadino. Al termine della Messa il simulacro sempre in processione fa rientro al suo santuario. Da alcuni anni la festa è preceduta da una novena e da un triduo in preparazione alla festa, ed è stata arricchita da altri eventi e manifestazioni di interesse religioso e anche culturale, storico e artistico come ad ‘esempio mostre e convegni. Inoltre da anni ha luogo anche un musical a scopo benefico. Da alcuni anni il 19 gennaio si celebra anche la festa del corpo della Polizia municipale di Marsala. Tale festa che è nazionale di tutti i corpi di polizia municipale si celebra in realtà il 20 di gennaio giorno in cui si celebra la liturgia di San Sebastiano patrono e protettore principale e nazionale dei vigili urbani d’Italia. A Marsala questa festa è anticipata un giorno prima in quanto a partire dal 1993 la Madonna della Cava è anche patrona e protettrice del locale corpo di polizia municipale.
Fino al 1943, la Madonna della Cava veniva festeggiata anche il 18 maggio giorno della ricorrenza del terremoto del 1828 nel quale la Madonna della Cava salvò la città, e questo giorno era giorno festivo locale a tutti gli effetti. Per quel giorno si solennizzava con una processione serale, dove seguiva una messa di ringraziamento per aver salvato la città dal terremoto. I festeggiamenti e i ringraziamenti terminavano alle 4:00 del mattino con lo scampanio. Tale festa del 18 maggio è stata mantenuta viva dalle chiese campestri a essa dedicate, in modo particolare quella di Contrada Ciavolo (chiesa Parrocchiale Madonna della Cava Ciavolo).

### 2018 il 500º anniversario del ritrovamento e l’anno giubilare straordinario
Un giubileo straordinario mariano della città di Marsala, aperto dal vescovo il 10 gennaio 2018 per il 500º anniversario del ritrovamento della statua della Madonna della Cava, sarà chiuso il 19 gennaio 2019. Sarà possibile chiedere e beneficiare dell’indulgenza plenaria dei peccati dopo aver seguito i requisiti per accedere a questi benefici ovvero: la confessione, la recita del credo, la recita del rosario, la comunione,  il pellegrinaggio materiale al santuario e aver pregato dinanzi alla sacra immagine della Madonna della Cava.

## Cappelle, edicole votive e chiese campestri
Il culto mariano è molto radicato a Marsala, tanto da definire la città di Marsala “città Mariana” e nel 2018 l’arciprete di Marsala Mons. Giuseppe Ponte propose di mettere una targa con scritto "MARSALA CITTA’ MARIANA". La venerazione che i marsalesi hanno nella loro patrona è dimostrato anche dalle cappelle e dalle edicole votive dette “fiureddre” ad essa dedicate.
Il culto mariano della Madonna della Cava e anche degli altri titoli e nomi dal XVI secolo si irradiò in tutto l’agro marsalese che, nonostante la sua vastissima estensione, mostra un’omogenea presenza di chiesette, edicole votive e altari.

### Le cappelle e le edicole votive
Di seguito sono elencate le cappelle e le edicole votive più rappresentative e di notevole valore artistico:
- Edicola di Piazza Marconi (ex Porticella – Porta di Trapani).
- Cappella di Santa Oliva, Via XIX Luglio.
- Cappella del Baglio Staiti, ubicata nella via Diodoro Siculo di contrada Birgi.

### Le chiese campestri
Di seguito sono elencate le chiese campestri dedicate alla Madonna della Cava e diffuse su tutto il territorio periferico dell’agro marsalese:
- Chiesa Parrocchiale Madonna della Cava (Contrada Ciavolo)
- Chiesa Madonna della Cava (Contrada Ponte)
- Chiesa Madonna della Cava (Contrada Ventrischi)
- Chiesa Madonna della Cava (Contrada Bufalata)
- Chiesa Madonna della Cava (Contrada Amafi)

## Preghiere
Nella Tradizione Marsalese la Madonna della Cava dopo il suo ritrovamento è stata sempre al centro dell'attenzione dei cittadini e durante i vari secoli tanti cittadini laici e sacerdoti hanno dedicato preghiere a essa sia in italiano che in Siciliano.